# Фокино (ЗАТО)
ЗАТО Фо́кино — закрытое административно-территориальное образование в Приморском крае России, имеющее статус городского округа и образованное в границах административно-территориальной единицы города краевого подчинения Фо́кино.
В городе расположена одноимённая военно-морская база Тихоокеанского флота России — Фокино.

## Географическое положение
ЗАТО Фокино находится на юге Приморского края, на берегу залива Петра Великого и его частями, акватории Японского моря: на западе — Уссурийский залив и в центральной части — залив Стрелок.
Помимо материковой части, ЗАТО Фокино располагается на прилежащих островах: Путятина, Аскольд, Ирецкого и других малых островах. Между мысом Старцева (остров Путятин) и мысом Стрелок расстояние около 1,5 км. Остров Аскольд находится на юго-западе от острова Путятина и отделён от него проливом Аскольд.
Побережье материковой части сильно изрезано и таким образом на территории ЗАТО множество различных бухт: Безымянная, Дунай, Сысоева, Разбойник, Абрек, Назимова, Руднева, Павловского и другие. Также немало и мысов: Сысоева, Обручева, Осипова, Абрек, Стрелок, Старцева, Опасный, Корнильева, Радионова, Развозова, Аскольд, Елагина, Острый и другие.
Территория окружена множеством сопок, которые входят в отрог гор Сихотэ-Алинь, так как принадлежат Ливадийскому хребту. Наивысшие точки: 358м (остров Аскольд), гора Старцева — 354м (остров Путятин) и гора Большой Иосиф — 530,9 м. Неподалёку от города Фокино, к северо-востоку на территории Шкотовского района находится гора Криничная— 829,3 м.
Речная система представлена реками Промысловка, Толстый Ключ, Сахарная и другими. На острове Путятина расположено озеро Гусиное — место произрастания лотоса Комарова, популярное у туристов, которые приезжают со всего Приморского и даже из Хабаровского края.

## История образования
Сначала населённые пункты, входящие в ЗАТО Фокино, подчинялись муниципальному образованию Шкотовского района и до образования городского округа имели с ним общую историю. Но 4 октября 1980 года город Тихоокеанский и посёлки Дунай и Путятин были выделены из состава района и преобразованы в ЗАТО город Тихоокеанский, в дальнейшем носивший название Шкотово-17. С 1994 года город и ЗАТО стали официально носить название Фокино.
Назван в честь командующего Тихоокеанским флотом адмирала Фокина
Официальные документы, подтверждающих именно этот факт до настоящего времени не опубликованы. В народе (Россия и страны бывшего СССР) город больше известен как Тихоокеанский или Тихас.

## Население
| 1970    | 1995    | 2002    | 2005    | 2006    | 2009    | 2010    |
| ------- | ------- | ------- | ------- | ------- | ------- | ------- |
| 23 700  | ↗39 500 | ↘36 189 | ↘35 000 | ↘34 900 | ↘33 825 | ↘32 164 |
| 2012    | 2013    | 2014    | 2015    | 2016    | 2017    | 2018    |
| ↘31 771 | ↘31 565 | ↘31 309 | ↗31 379 | ↗31 516 | ↗31 551 | ↘31 510 |
| 2019    | 2020    | 2021    | 2022    | 2023    | 2024    |         |
| ↗31 514 | ↘31 401 | ↘27 398 | ↘27 318 | ↘27 084 | ↘27 038 |         |

## Состав
В состав городского округа и города краевого подчинения входят 3 населённых пункта
| № | Населённый пункт | Тип населённого пункта        | Население |
| - | ---------------- | ----------------------------- | --------- |
| 1 | Дунай            | пгт                           | ↗6989     |
| 2 | Путятин          | пгт                           | ↘691      |
| 3 | Фокино           | город, административный центр | ↘19 358   |

## Транспорт
Через территорию ЗАТО проходит одна из главных дорог Приморского края — "Артем—Находка—Порт Восточный", по которой городской округ и сообщается с другими населёнными пунктами края. По данной дороге следуют автобусные маршруты: Владивосток—Находка, Фокино—Владивосток, Фокино—Большой Камень, Фокино—Смоляниново, Фокино—Подъяпольское и другие. Внутри округа также следуют маршруты между частями ЗАТО: Фокино—Дунай, Фокино—Павловск.
Между посёлками Дунай и Путятин действует паромное сообщение.
Имеется железнодорожное ответвления от ж/д линии Угловое—Находка: Смоляниново — Стрелок — Фокино,. Ближайшие крупнейшие ж/д станции — Шкотово, Смоляниново и Находка.

## Средства массовой информации
- ТТВ — Тихоокеанское телевидение